# Будо-Орловецька сільська рада
Бу́до-Орлове́цька сільська́ ра́да — адміністративно-територіальна одиниця та орган місцевого самоврядування в Городищенському районі Черкаської області. Адміністративний центр — село Будо-Орловецька.

## Загальні відомості
- Населення ради: 524 особи (станом на 2001 рік)

## Населені пункти
Сільській раді були підпорядковані населені пункти:
- с. Будо-Орловецька

## Склад ради
Рада складалася з 12 депутатів та голови.
- Голова ради: Карвацький Борис Ялисейович
- Секретар ради: Гладка Наталія Федорівна

### Керівний склад попередніх скликань
| Прізвище, ім'я, по батькові | Основні відомості                                                                                              | Дата обрання | Дата звільнення |
| --------------------------- | --- | ------------ | --------------- |
| Карвацький Борис Ялисейович | Сільський голова, 1956 року народження, освіта незакінчена вища, член Всеукраїнського об'єднання «Батьківщина» | 26.03.2006   | 31.10.2010      |
| Карвацький Борис Ялисейович | Сільський голова, 1956 року народження, освіта незакінчена вища, безпартійний                                  | 31.10.2010   |                 |

Примітка: таблиця складена за даними сайту Верховної Ради України

### Депутати
За результатами місцевих виборів 2010 року депутатами ради стали:

#### За суб'єктами висування
| Суб'єкт висування | Кількість обраних депутатів | %  |
| ----------------- | --------------------------- | -- |
| Партія регіонів   | 6                           | 50 |
| Самовисування     | 6                           | 50 |

#### За округами
| № округу        | Прізвище, ім'я, по батькові     | Дата визнання обраним | Освіта  | Партійна приналежність | Відомості про обраного депутата                           |
| --------------- | ------------------------------- | --------------------- | ------- | ---------------------- | --------------------------------------------------------- |
| Партія регіонів |                                 |                       |         |                        |                                                           |
| 3               | Демиденко Юрій Іванович         | 08.11.2010            | середня | позапартійний          | тимчасово не працює                                       |
| 5               | Халіман Галина Михайлівна       | 08.11.2010            | середня | позапартійна           | Буда-Орловецький СЦКД, директор                           |
| 6               | Шастун Алла Анатоліївна         | 08.11.2010            | середня | позапартійна           | Городищенський територіальний центр, соціальний працівник |
| 9               | Дрозд Микола Іванович           | 08.11.2010            | середня | позапартійний          | Будянське лісництво, лісник                               |
| 10              | Гладка Наталія Федорівна        | 08.11.2010            | середня | позапартійна           | Буда-Орловецька сільська рада, секретар                   |
| 11              | Синчак Віра Миколаївна          | 08.11.2010            | середня | позапартійна           | Будянське лісництво, майстер лісу                         |
| Самовисування   |                                 |                       |         |                        |                                                           |
| 1               | Поліщук Зіна Юріївна            | 08.11.2010            | середня | позапартійна           | фельдшерсько-акушерський пункт, медична сестра            |
| 2               | Демиденко Роман Якович          | 08.11.2010            | середня | позапартійний          | тимчасово не працює                                       |
| 4               | Тичко Лідія Михайлівна          | 08.11.2010            | вища    | позапартійна           | Буда-Орловецька сільська рада, головний бухгалтер         |
| 7               | Карвацький Олександр Борисович  | 08.11.2010            | середня | позапартійний          | приватний підприємець                                     |
| 8               | Коваленко Людмила Олександрівна | 08.11.2010            | середня | позапартійна           | Буда-Орловецька сільська рада, землевпорядник             |
| 12              | Бондар Богдан Анатолійович      | 08.11.2010            | середня | позапартійний          | тимчасово не працює                                       |